# Karnocice
Karnocice [karnɔˈt͡ɕit͡sɛ] (tiếng Đức Karzig) là một ngôi làng thuộc khu hành chính của Gmina Wolin, thuộc quận Kamień, West Pomeranian Voivodeship, ở phía tây bắc Ba Lan. Nó nằm khoảng 7 kilômét (4 mi) phía tây của Wolin, 23 km (14 mi)     về phía tây nam Kamień Pomorski và 49 km (30 mi) phía bắc thủ đô khu vực Szczecin.
Trước năm 1945, khu vực này là một phần của Đức. Đối với lịch sử của khu vực, xem Lịch sử của Pomerania.